# Jevgeni Mirosjnitsjenko

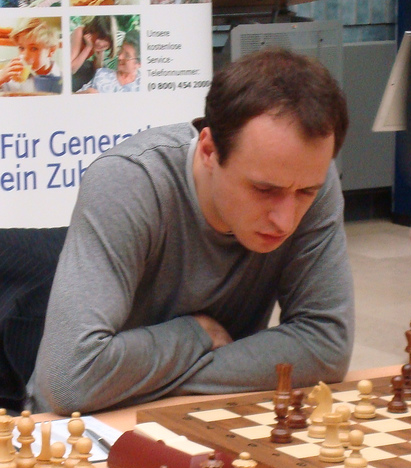
Jevgeni Mirosjnitsjenko

Jevgeni Vitalijovitsj Mirosjnitsjenko (Oekraïens: Євген Віталійович Мірошниченко) (Donetsk, 28 december 1978) is een Oekraïense schaker. Hij is sinds 2002 een grootmeester (GM).  
Mirosjnitsjenko won het kampioenschap van Oekraïne in 2003 en in 2008.

## Carrière
- In 2003 eindigde hij gedeeld 1e–3e met Yuri Yakovich en Aleksandr Potapov in het Fakel Jamala toernooi in Nojabrsk.[2]
- In 2005 nam Mirosjnitsjenko deel aan de Wereldbeker schaken 2005.[3]
- In oktober 2005 won Mirosjnitsjenko in Oostende het "city toernooi" Cocoon, rapidschaak, met 8 pt. uit 9.
- In 2008 eindigde hij met het team Kiev derde op de European Club Cup, waarbij hij met 4½ pt. uit 5 de individuele gouden medaille won aan bord 6.[4]
- In 2009 werd hij gedeeld eerste met Aleksandr Aresjtsjenko, Humpy Koneru en Magesh Panchanathan bij de Mumbai Mayor Cup.[5]
- Mirosjnitsjenko werd in 2010 gedeeld winnaar van het BPB Limburg Open.

Mirosjnitsjenko verzorgde Engelstalig commentaar bij diverse officiële FIDE toernooien: Schaakolympiade, WK schaken voor vrouwen, FIDE Wereldbeker Schaken, kandidatentoernooi, WK voor landenteams, Wereldkampioenschappen rapidschaak en blitzschaak, FIDE Grand Prix, FIDE Grand Prix voor vrouwen en het kandidatentoernooi voor vrouwen.
In 2014 kreeg Mirosjnitsjenko de titel FIDE Senior Trainer. Hij trainde onder andere Anna Moezytsjoek, Maria Moezytsjoek en het Iraanse team.

## Partij
David Navara (2602) - Jevgeni Mirosjnitsjenko (2599), EK, Antalya 2004

1.e4 Pf6 2.e5 Pd5 3.d4 d6 4.Pf3 dxe5 5.Pxe5 Pd7 6.Pxf7 Kxf7 7.Dh5+ Ke6 8.g3 b5 9.a4 c6 10.Pc3 g6 11.Lh3+ Kf7 12.Df3+ P7f6 13.Lxc8 Txc8 14.axb5 cxb5 15.Txa7 Pxc3 16.bxc3 Dd5 (0-1) (diagram)